# Baetica ustulata
Baetica ustulata là một loài côn trùng thuộc họ Tettigoniidae. Đây là loài đặc hữu của Tây Ban Nha.